# Opactwo San Giovanni in Venere
Opactwo San Giovanni in Venere - kompleks klasztorny we Włoszech w gminie Fossacesia w prowincji Chieti (region Abruzja). Składa się z klasztoru i bazyliki, wybudowanych na przełomie XII/XIII wieku na miejscu dawnego konwentu.
Benedyktyński klasztor został zbudowany w dawnym ośrodku kultu bogini Wenus prawdopodobnie w VI wieku; wskazuje na to zarówno tradycja klasztorna, jak i badania archeologiczne prowadzone w tym miejscu. W 1043 opactwo uzyskało przywileje protekcyjne od cesarza Henryka III. Około 1060 opat Oderisio I, w obawie przed najazdami Normanów, ufortyfikował opactwo i ufundował budowę zamku Rocca San Giovanni.
Okres świetności opactwa przypada na rządy opata Oderisio di Palearia (1155-1204), który w kwietniu 1165 rozpoczął gruntowną rozbudowę całego kompleksu klasztornego, w tym budowę nowej bazyliki. W tym okresie opat S. Giovanni in Venere był jednym z największych właścicieli ziemskich w okolicy, a w klasztorze zamieszkiwało ok. 80-120 mnichów. Nowe przywileje nadali mu papież Aleksander III (1176) i cesarz Henryk VI Hohenstauf (1195).
Stopniowy upadek rozpoczął się w XIV wieku, kiedy opactwo musiało sprzedać część swoich lenn. Od 1394 papieże mianowali opatów komendatoryjnych. W 1585 Sykstus V powierzył kompleks filipinom. W 1871 opactwo i jego posiadłości zostały skonfiskowane przez rząd włoski, jednak dziesięć lat później zwrócono je filipinom jako narodowy zabytek (monumento nazionale). Od 1950 trwają prace renowacyjne i archeologiczne.